# Finlandia Trophy de 2012
Finlandia Trophy de 2012 foi a décima sétima edição do Finlandia Trophy, um evento anual de patinação artística no gelo organizado pela Associação Finlandesa de Patinação Artística (em finlandês:  Suomen Taitoluisteluliitto ry). A competição foi disputada entre os dias 4 de outubro e 7 de outubro, na cidade de Espoo, Finlândia.

## Eventos
- Individual masculino
- Individual feminino
- Dança no gelo
- Patinação sincronizada

## Medalhistas
| Evento                        | Ouro                                         | Prata                                   | Bronze                                             |
| Individual masculino detalhes | Yuzuru Hanyu · Japão                         | Richard Dornbush · Estados Unidos       | Javier Fernández · Espanha                         |
| Individual feminino detalhes  | Julia Lipnitskaia · Rússia                   | Kiira Korpi · Finlândia                 | Mirai Nagasu · Estados Unidos                      |
| Dança no gelo detalhes        | Ekaterina Bobrova · Dmitri Soloviev · Rússia | Anna Cappellini · Luca Lanotte · Itália | Madison Hubbell · Zachary Donohue · Estados Unidos |
| Sincronizada detalhes         | Team Unique · Finlândia                      | Rockettes · Finlândia                   | Paradise · Rússia                                  |

## Resultados

### Individual masculino
| Pos.              | Nome               | Nacionalidade  | Pontos | PC         | PL         |
| ----------------- | ------------------ | -------------- | ------ | ---------- | ---------- |
| Medalha de ouro   | Yuzuru Hanyu       | Japão          | 248.13 | 75.57 (2)  | 172.56 (1) |
| Medalha de prata  | Richard Dornbush   | Estados Unidos | 239.99 | 71.19 (3)  | 168.80 (2) |
| Medalha de bronze | Javier Fernández   | Espanha        | 235.20 | 80.77 (1)  | 154.43 (3) |
| 4                 | Johnny Weir        | Estados Unidos | 201.42 | 69.03 (4)  | 132.39 (5) |
| 5                 | Zhan Bush          | Rússia         | 194.29 | 69.01 (5)  | 125.28 (7) |
| 6                 | Misha Ge           | Uzbequistão    | 187.92 | 61.32 (6)  | 126.60 (6) |
| 7                 | Kento Nakamura     | Japão          | 187.42 | 54.14 (9)  | 133.28 (4) |
| 8                 | Adrian Schultheiss | Suécia         | 177.84 | 57.30 (7)  | 120.54 (9) |
| 9                 | Maciej Cieplucha   | Polônia        | 177.82 | 53.59 (10) | 124.23 (8) |
| 10                | Valtter Virtanen   | Finlândia      | 151.93 | 56.81 (8)  | 95.12 (11) |
| 11                | Mikael Redin       | Suíça          | 146.27 | 47.40 (12) | 98.87 (10) |
| 12                | Matthias Versluis  | Finlândia      | 144.92 | 52.71 (11) | 92.21 (12) |
| 13                | Julian Lagus       | Finlândia      | 134.46 | 43.79 (13) | 90.67 (13) |
| 14                | Viktor Zubik       | Finlândia      | 131.06 | 41.53 (14) | 89.53 (14) |
| 15                | Samuel Koppel      | Estônia        | 118.90 | 38.20 (15) | 80.70 (15) |

### Individual feminino
| Pos.              | Nome              | Nacionalidade  | Pontos | PC         | PL         |
| ----------------- | ----------------- | -------------- | ------ | ---------- | ---------- |
| Medalha de ouro   | Julia Lipnitskaia | Rússia         | 188.23 | 64.05 (2)  | 124.18 (1) |
| Medalha de prata  | Kiira Korpi       | Finlândia      | 181.16 | 69.27 (1)  | 111.89 (2) |
| Medalha de bronze | Mirai Nagasu      | Estados Unidos | 163.09 | 52.75 (3)  | 110.34 (3) |
| 4                 | Natalia Popova    | Ucrânia        | 153.39 | 48.74 (5)  | 104.65 (4) |
| 5                 | Isabelle Olsson   | Suécia         | 151.67 | 51.18 (4)  | 100.49 (5) |
| 6                 | Juulia Turkkila   | Finlândia      | 143.04 | 47.04 (6)  | 96.00 (6)  |
| 7                 | Sonia Lafuente    | Espanha        | 126.80 | 45.75 (7)  | 81.09 (7)  |
| 8                 | Beata Papp        | Finlândia      | 118.95 | 45.59 (8)  | 73.36 (8)  |
| 9                 | Fleur Maxwell     | Luxemburgo     | 112.57 | 44.93 (9)  | 67.64 (10) |
| 10                | Alisa Mikonsaari  | Finlândia      | 112.04 | 39.54 (11) | 72.50 (9)  |
| 11                | Jasmine Costa     | Estônia        | 109.46 | 42.66 (10) | 66.80 (11) |

### Dança no gelo
| Pos.              | Nome                                | Nacionalidade  | Pontos | DC         | DL         |
| ----------------- | ----------------------------------- | -------------- | ------ | ---------- | ---------- |
| Medalha de ouro   | Ekaterina Bobrova / Dmitri Soloviev | Rússia         | 159.71 | 65.56 (1)  | 94.15 (2)  |
| Medalha de prata  | Anna Cappellini / Luca Lanotte      | Itália         | 158.74 | 64.16 (2)  | 94.58 (1)  |
| Medalha de bronze | Madison Hubbell / Zachary Donohue   | Estados Unidos | 150.30 | 58.44 (3)  | 91.86 (3)  |
| 4                 | Charlène Guignard / Marco Fabbri    | Itália         | 141.06 | 55.64 (4)  | 85.42 (4)  |
| 5                 | Irina Shtork / Taavi Rand           | Estônia        | 129.41 | 50.55 (5)  | 78.86 (5)  |
| 6                 | Ramona Elsener / Florian Roost      | Suíça          | 113.03 | 44.95 (6)  | 68.08 (7)  |
| 7                 | Justyna Plutowska / Peter Gerber    | Polônia        | 110.08 | 41.62 (7)  | 68.46 (6)  |
| 8                 | Henna Lindholm / Ossi Kanervo       | Finlândia      | 101.73 | 39.98 (8)  | 61.75 (8)  |
| 9                 | Olesia Karmi / Max Lindholm         | Finlândia      | 95.12  | 36.51 (10) | 58.61 (9)  |
| 10                | Bryna Oi / Taiyo Mizutani           | Japão          | 94.13  | 39.14 (9)  | 54.99 (10) |
| 11                | Lesia Volodenkova / Vitaly Vakunov  | Bielorrússia   | 86.93  | 32.19 (11) | 54.74 (11) |

### Sincronizada
| Pos.              | Equipe            | Nacionalidade | Pontos | PC        |
| ----------------- | ----------------- | ------------- | ------ | --------- |
| Medalha de ouro   | Team Unique       | Finlândia     | 60.43  | 60.43 (1) |
| Medalha de prata  | Rockettes         | Finlândia     | 57.95  | 57.95 (2) |
| Medalha de bronze | Paradise          | Rússia        | 57.34  | 57.34 (3) |
| 4                 | Marigold IceUnity | Finlândia     | 51.80  | 51.80 (4) |
| 5                 | Revolutions       | Finlândia     | 46.39  | 46.39 (5) |

## Quadro de medalhas
| Ordem | País           | Medalha de ouro | Medalha de prata | Medalha de bronze |    | Ordem por total |
| ----- | -------------- | --------------- | ---------------- | ----------------- | -- | --------------- |
| 1     | Rússia         | 2               |                  | 1                 | 3  | 1               |
| 2     | Finlândia      | 1               | 2                |                   | 3  | 1               |
| 3     | Japão          | 1               |                  |                   | 1  | 4               |
| 4     | Estados Unidos |                 | 1                | 2                 | 3  | 1               |
| 5     | Itália         |                 | 1                |                   | 1  | 4               |
| 6     | Espanha        |                 |                  | 1                 | 1  | 4               |
| TOTAL | TOTAL          | 4               | 4                | 4                 | 12 | —               |